# Gałęziak panamski
Gałęziak panamski (Tylomys panamensis) – gatunek gryzonia z podrodziny gałęziaków (Tylomyinae) w rodzinie chomikowatych (Cricetidae). Po raz pierwszy został opisany naukowo przez Johna E. Graya w 1873 jako Neomys panamensis. Włączenie gatunku do rodzaju Tylomys zaproponował Édouard Louis Trouessart w 1897. Typowa lokalizacja: Panama. Gałęziak panamski został poznany tylko z dwóch okazów zebranych w latach 50. XIX wieku. Jako miejsce występowania gatunku wskazywany jest Park Narodowy Darién położony w prowincji Darién we wschodniej części Panamy. Międzynarodowa Unia Ochrony Przyrody (IUCN) wymienia Tylomys panamensis w Czerwonej księdze gatunków zagrożonych jako gatunek o nieokreślonym stopniu zagrożenia (DD – data deficient). Jest gatunkiem monotypowym.

## Systematyka
Po raz pierwszy został opisany naukowo przez Johna E. Graya w 1873 jako Neomys panamensis. Włączenie gatunku do rodzaju Tylomys zaproponował Édouard Louis Trouessart w 1897. Typowa lokalizacja: Panama. Gałęziak panamski jest gatunkiem gatunkiem monotypowym.

## Kariotyp
Garnitur chromosomowy tego zwierzęcia: 2n=52. Długa para chromosomów jest submetacentryczna, dwie pary są małe i submetacentryczne, a 22 pary są akrocentryczne. Chromosom X jest submetacentryczny, a chromosom Y jest subtelocentryczny.

## Nazewnictwo
W wydanej w 2015 roku przez Muzeum i Instytut Zoologii Polskiej Akademii Nauk publikacji „Polskie nazewnictwo ssaków świata” dla gatunku Tylomys panamensis zaproponowano polską nazwę gałęziak panamski.

## Budowa ciała
Gałęziak panamski wykazuje znaczne podobieństwo do szczura wędrownego. Brak informacji na temat masy ciała. Sierść w części grzbietowej jest ciemnoszara (czarniawa), w części brzusznej, na gardle i na wewnętrznych częściach kończyn wybarwiona na biało. Boki głowy i tułowia są blade. Zewnętrzne części kończyn są brązowe. Sierść na grzbiecie jest stosunkowo długa. Ogon jest długi, nagi, dwukolorowy. Dwie trzecie ogona ma ciemne ubarwienie, a pozostała część jest biała.
|                         | wymiar |
| ----------------------- | ------ |
| długość tułowia z głową | 226 mm |
| długość ogona           | 199 mm |

## Tryb życia
Gałęziak panamski wiedzie nocny (z aktywnością między godzinami: 21.00 a 06.00), częściowo nadrzewny tryb życia. Prawdopodobnie jest samotnikiem. Zwierzę obserwowane w Parku Narodowym Darién poruszało się w piętrze koron drzew dżungli z prędkością 17 cm/s.

## Rozmieszczenie geograficzne
Typowa lokalizacja: Panama. Gałęziak panamski został poznany tylko z dwóch okazów zebranych w latach 50. XIX wieku. Jako miejsce występowania gatunku wskazywany jest Park Narodowy Darién położony w prowincji Darién we wschodniej części Panamy.

## Ekologia
W skład diety gałęziaka panamskiego wchodzą owoce i pędy roślin.

### Siedlisko
Gałęziak panamski zasiedla tropikalne lasy deszczowe położone na wysokości ok. 600 m n.p.m. Siedlisko porastają tropikalne rośliny z rodzaju Bauhinia (rodzina bobowate), Oenocarpus i atalia (rodzina arekowate), storczyki (rodzina storczykowate), Bromelia (bromeliowate), paprocie, oraz epifity z rodzin Cyclanthaceae i z rodzaju anturium (rodzina obrazkowate).

## Ochrona
Międzynarodowa Unia Ochrony Przyrody (IUCN) wymienia Tylomys panamensis w Czerwonej księdze gatunków zagrożonych jako gatunek o nieokreślonym stopniu zagrożenia (DD – data deficient). Gatunek został poznany dzięki dwóch okazów zebranych w latach 50. XIX wieku.